# Insert
Der Insert (aus dem englischen insert, für „einfügen“, entlehnt) genannte Begriff hat in den Kontexten Film, Videoschnitt, Tontechnik und Maschinenbau verschiedene Bedeutungen, die unten erläutert werden.

## Film
Ein Insert (Neutrum) im Film ist eine informative Texteinblendung oder ein Zwischentitel innerhalb eines Filmes, die zumeist das Verständnis der Handlung unterstützt bzw. den Film so erst verständlich macht. Dies ist nicht mit den Credits zu verwechseln, denn Inserts dienen der zusätzlichen Information z. B. bezüglich Ort, Zeit, historischem Kontext oder Ähnlichem. Sie sind also zumeist ein notwendiger Teil der Handlung und der Dramaturgie. 
Ein Beispiel für den üblichen Einsatz von Inserts ist z. B. der Prologtext von Gladiator, der den Zuschauer über die Umstände in der Mitte des 2. Jahrhunderts aufklärt. Inserts sind auch übliche Angaben, die darüber Aufschluss geben, wie viel Zeit zwischen zwei Szenen vergangen ist. Im Film 28 Days Later wird dieses Insert auch gleichzeitig zur Filmtitelangabe eingesetzt.
Während das Insert oft wichtige Informationen übermittelt, werden im Film Psycho zu Anfang Wochentag, Tageszeit und Uhrzeit eingeblendet. Daten, die im weiteren Verlauf unbedeutend bleiben.
Inserts werden auch im Fernsehen eingesetzt, etwa für Einblendungen in Sportübertragungen oder als sogenannte Bauchbinde bei Interviews, die den Namen der sprechenden Person am unteren Bildschirmrand zeigt.

## Videoschnitt
Beim Schnitt und der Nachbearbeitung von Videomaterial bezeichnet Insert einen einfügenden Schnitt – im Unterschied zum Assemble, bei dem weiteres Material an das bestehende angefügt wird.

## Tontechnik
In der Tontechnik ist das Insert eine spezielle Buchse zum Einschleifen eines Effektgerätes in den Signalweg, meist von Dynamikprozessoren wie Kompressoren und Gates. Auch Equalizer werden „insertiert“.

## Maschinenbau
Als Insert bezeichnet man im Maschinenbau, speziell bei Hybridstrukturen in Kombination mit Faserverbundwerkstoffen, ein meist metallisches Bauteil, welches die Hauptfunktion der Krafteinleitung in den Faserverbund übernimmt. Da sich eine direkte Anbindung eines Faserverbundelementes meist nicht kraftflussgerecht gestalten lässt, werden beispielsweise bei Wellen Metallinserts verwendet, die ein Drehmoment über Formschluss in eine gewickelte Struktur übertragen. Wird ein solches Element auf das Äußere einer Struktur aufgebracht, spricht man von einem Outsert. Die Funktionsweise ist jedoch analog der des Inserts. Ähnliche Elemente finden sich beispielsweise bei Spritzgussteilen im Fahrzeugbau, bei denen Muttern oder andere Anschlusselemente eingebracht werden.